# Třída Mizuho (2018)
Třída Mizuho je třída oceánských hlídkových lodí japonské pobřežní stráže. Do roku 2027 se plánuje stavba dvou plavidel této třídy.

## Stavba
Postavila je japonská loděnice Mitsubishi Shipbuilding Co. Ltd. ve své loděnici Shimonoseki Shipyard & Machinery Works v Šimonoseki.
Jednotky třídy Mizuho:
| Jméno           | Založení kýlu   | Spuštěna          | Vstup do služby | Status  |
| --------------- | --------------- | ----------------- | --------------- | ------- |
| Mizuho (PLH-41) | 16. března 2017 | 9. listopadu 2018 | 22. srpna 2019  | aktivní |

## Konstrukce

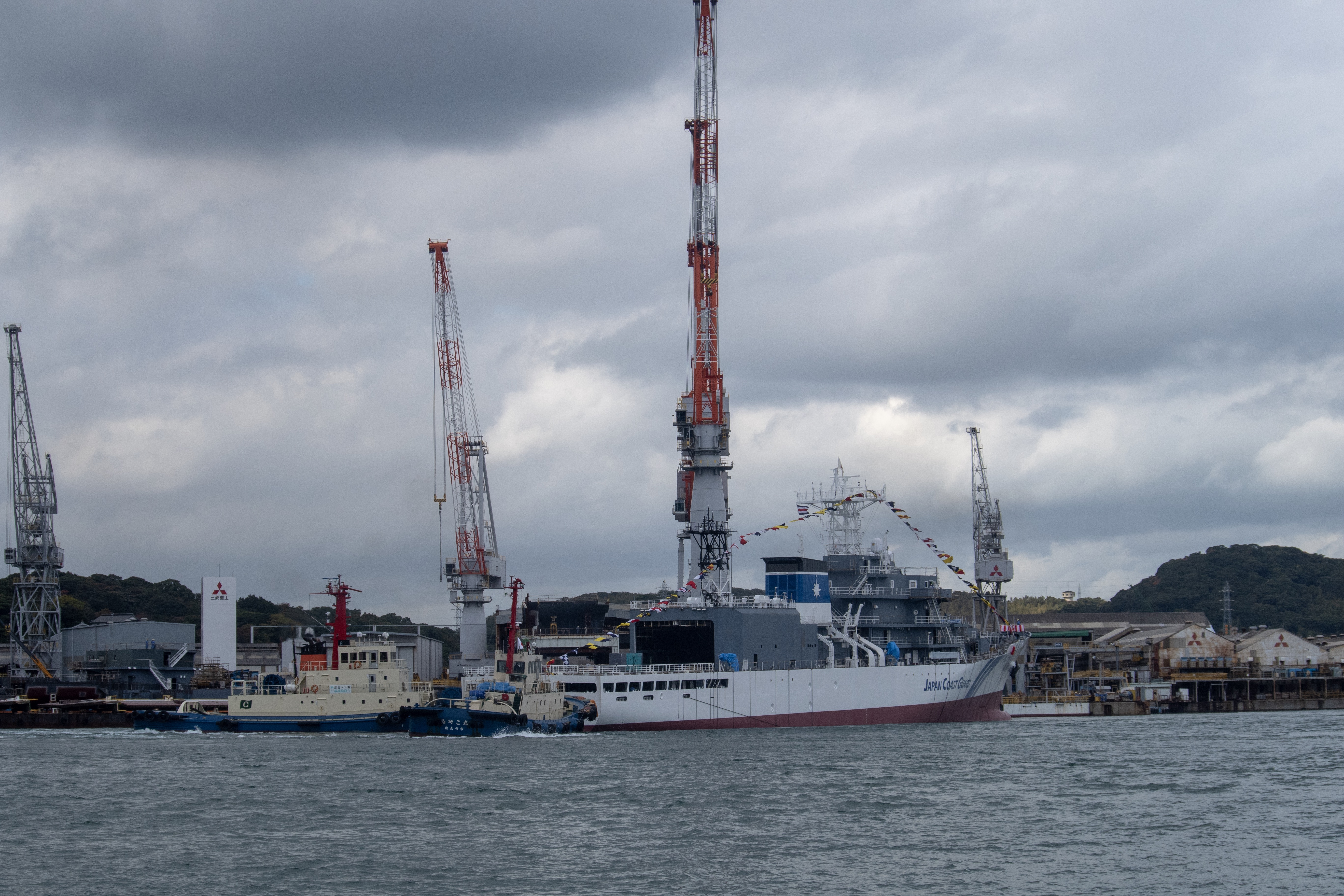
Mizuho

Výzbroj tvoří jeden 40mm kanón Mk.4 umístěný na přídi a dva rotační 20mm kanóny JM61-RFS Sea Vulcan. Doplňuje je šest vodních kanónů. Na zádi se nachází přistávací plocha a hangár pro dva vrtulníky Bell 412  (nebo S-76D). Pohonný systém je koncepce CODAD. Tvoří jej čtyři diesely, každý o výkonu 6000 hp, pohánějící dva lodní šrouby se stavitelnými lopatkami. Manévrovací schopnosti zlepšují jeden příďový dokormidlovací zařízení. Nejvyšší rychlost dosahuje 25 uzlů.